# SŽD-Baureihe ВЛ22
Die Lokomotiven der Baureihen ВЛ22 und ВЛ22М (deutsche Transkription WL22 und WL22M) der Sowjetischen Eisenbahnen (SŽD) sind breitspurige Elektrolokomotiven. Einzelne ВЛ22М wurden zu ВЛ22И (WL22I) umgebaut.

## Baureihe ВЛ22 (WL22)
Als Nachfolger der Baureihe СС (SS) entwickelte das Werk Kolomna im ersten Halbjahr 1938 eine Lokomotive mit unveränderter Leistung, aber größerer Höchstgeschwindigkeit. Im Anschluss an den Bau der Baureihe ВЛ19 (WL19) wurde im September 1938 ein Prototyp fertiggestellt. Er erhielt zunächst im Anschluss an die Baureihe СС, die mit der СС-21 endete, die Bezeichnung СМ22-22 (SM22-22), wobei mit der „22“ in der Baureihenbezeichnung auf die Achslast von 22 Tonnen Bezug genommen wurde, die allerdings gegenüber der Baureihe СС unverändert geblieben war.
Der charakteristische Aufbau der Baureihen СС und ВЛ19 mit zurückversetzter Front, in der sich der Zugang zum Führerstand befindet, und davorliegendem Umlauf wurde weitgehend beibehalten. Die Umlaufgitter tragen die unteren Scheinwerfer und die Steckdosenleiste. Ebenso wurde die Bauweise mit zwei dreiachsigen Drehgestellen beibehalten, wobei aber die Bauart der Drehgestelle modernisiert wurde. Die Motoren des Typs ДПЭ-340 (DPE-340) wurden unverändert von der Baureihe Сс übernommen.
СМ22-22 wurde kurz nach Ablieferung in ВЛ22-146 umgezeichnet, womit sie direkt an die Nummerierung der Baureihe ВЛ19 anschloss. Noch 1938 begann die Serienfertigung mit ВЛ22-147. Sie endete 1941 mit ВЛ22-183. Die meisten ВЛ22 wurden später zu ВЛ22М umgebaut.

## Baureihe ВЛ22М (WL22M)
1941 wurde ВЛ22-178 ab Werk mit den neu entwickelten stärkeren Motoren des Typs ДПЭ-400 (DPE-400) ausgerüstet. Sie wurde in den Folgejahren bei der Transkaukasischen Eisenbahn erprobt. Nach dem Zweiten Weltkrieg wurde 1946 ein weiterer Versuchsträger mit Motoren des modifizierten Typs ДПЭ-400А (DPE-400A) gebaut und als ВЛ22М-184 bezeichnet. Die Serienfertigung der Baureihe ВЛ22М übernahm die Elektrolokomotivenfabrik Nowotscherkassk. 1947 wurden ВЛ22М-185, -186, -188 und -200 bis -202 gebaut. Die Nummernlücke war durch die Modernisierung einiger ВЛ19 (WL19) zu ВЛ19М (WL19M) begründet, für die neue Ordnungsnummern vergeben wurden. Der Bau der Baureihe ВЛ22М wurde bis 1958 fortgesetzt, insgesamt wurden 1542 ВЛ22М gebaut. Außerdem wurden ВЛ22-146 bis 178 zu ВЛ22М umgebaut, wobei die Ordnungsnummern beibehalten wurden.
Die ВЛ22М wurden mit unterschiedlichen Übersetzungsverhältnissen gebaut, wodurch unterschiedliche Höchstgeschwindigkeiten erreicht wurden. Damit wurde nach der Verwendung im Güter- und Personenverkehr differenziert.
Als Nachfolger wurde ab 1958 bei der Elektrolokomotivenfabrik Nowotscherkassk die Baureihe ВЛ23 gebaut, deren erste Prototypen bereits 1956 entstanden waren. Als leistungsstärkere, achtachsige Variante wurde bereits ab 1955 die Baureihe ВЛ8 gebaut.

## Baureihe ВЛ22И (WL22I)
Auf Basis der Erfahrungen mit der 1966 gebauten ВЛ8В-001 wurde 1973 ВЛ22М-1586 bei der Elektrolokomotivenfabrik Tiflis zur ВЛ22И-1586 umgebaut. Sie erhielt zusätzlich die Ausrüstung für den Einsatz mit 6 kV Gleichstrom. Außerdem wurden die Umlaufgitter durch geschlossene Bleche ersetzt, die auch die Scheinwerfer aufnahmen. Versuche unter 6 kV Gleichstrom wurden 1974 auf der Strecke Gori–Zchinwali durchgeführt. Bis 1975 entstanden in gleicher Weise noch ВЛ22И-578, -1005, -1031 und -1710. Alle ВЛ22И wurden 1980 ausgemustert.

## Einsatz
Die Baureihe ВЛ22 diente zunächst auf der Transkaukasischen Eisenbahn zur Ablösung der Baureihe ВЛ19. Später wurde sie auch von Perm aus eingesetzt. Die nicht zu ВЛ22М umgebauten ВЛ22 wurden 1977 bis 1980 ausgemustert.
Die Baureihe ВЛ22М wurde fast flächendeckend im sowjetischen Gleichstromnetz eingesetzt. Die Ausmusterung begann in den 1980er Jahren. Bei Auflösung der Sowjetunion 1991 gelangten die verbliebenen ВЛ22М zu den Rossijskije schelesnyje dorogi (Russland), zur Ukrsalisnyzja (Ukraine) und zur Sakartwelos Rkinigsa (Georgien).
2008 waren nur noch wenige ВЛ22М im Einsatz. Bei der Ukrsalisnyzja sind sie aus dem Bestand ausgeschieden, in Russland waren sie bei den Rossijskije schelesnyje dorogi bis etwa 2002 noch in Jekaterinburg und Perm im Einsatz sowie bis 2005 bei der Werkbahn des Apatitwerks in Apatity. 2008 beschränkte sich der Einsatz in Russland auf Industriebetriebe in der Oblast Tscheljabinsk. Als einzige Staatsbahn setzte die Sakartwelos Rkinigsa auch noch 2015 einige wenige ВЛ22М im Nahbereich um Kutaissi ein, zuletzt nur noch im Personenverkehr. Zum Teil wurde bei diesen die Baureihenbezeichnung an den Lokomotiven in „E22M“ oder „ე22M“ (mit georgischem E) geändert.

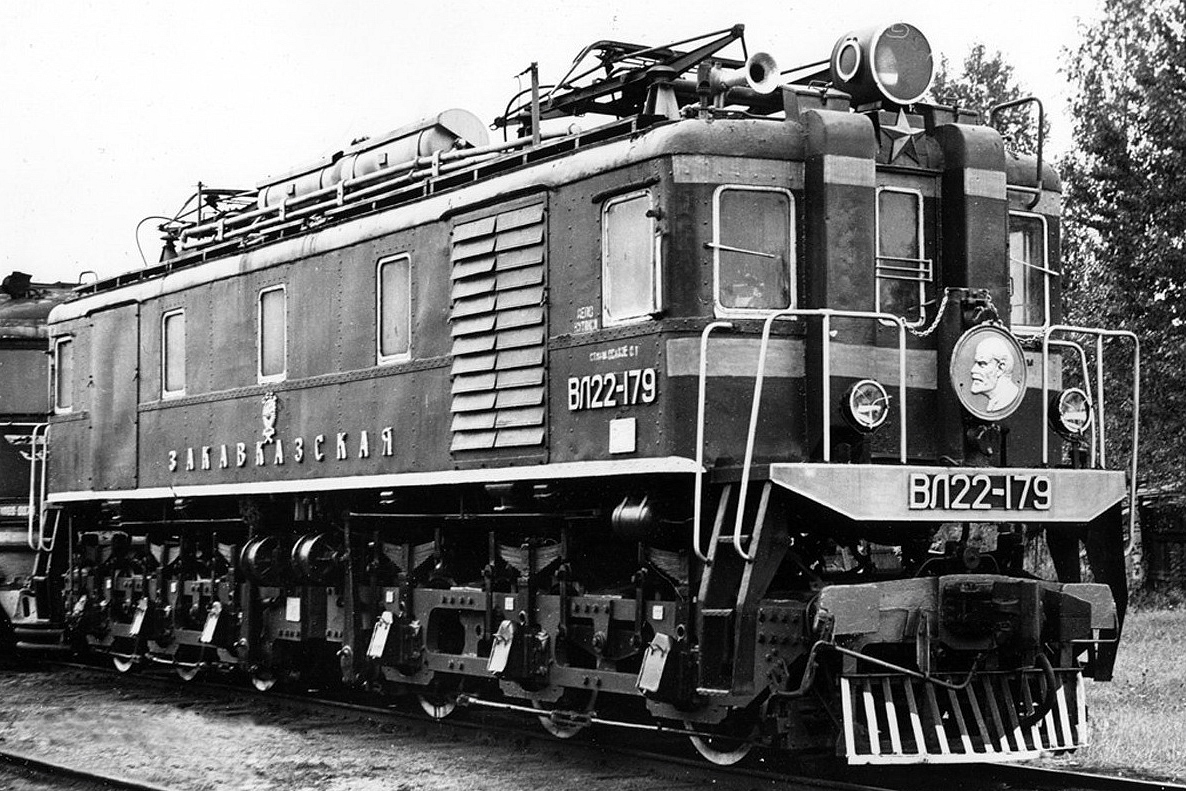
ВЛ22-179, 1941
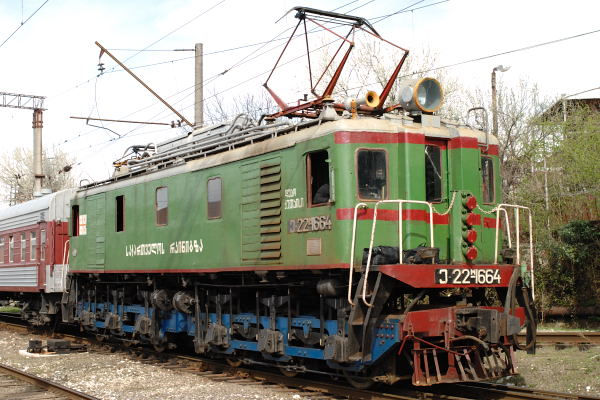
ე22M-1664 (ВЛ22М-1664) der SR in Kutaissi, 2008
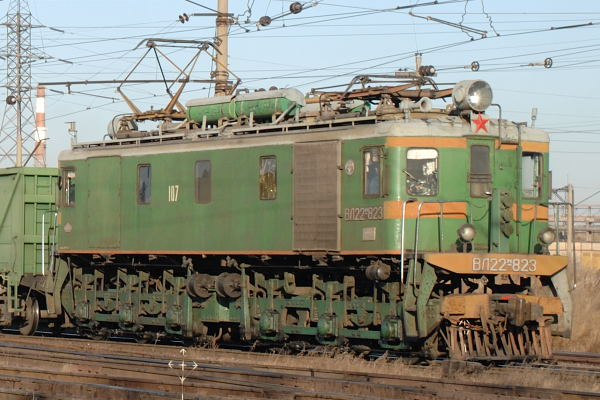
ВЛ22М-823 als Nr. 107 von Mechel im Bahnhof Metallurgitscheskaja (Tscheljabinsk) 2008